# Balajnac (Despotovac)
Pour les articles homonymes, voir Balajnac.
Balajnac (en serbe cyrillique : Балајнац) est un village de Serbie situé dans la municipalité de Despotovac, district de Pomoravlje. Au recensement de 2011, il comptait 405 habitants.

## Démographie
| 1948 | 1953 | 1961 | 1971 | 1981 | 1991 | 2002 | 2011 |
| ---- | ---- | ---- | ---- | ---- | ---- | ---- | ---- |
| 723  | 712  | 698  | 654  | 659  | 613  | 478  | 405  |

|  |